# Blang Dalam (Bandar Dua)
Blang Dalam is een bestuurslaag in het regentschap Pidie Jaya van de provincie Atjeh, Indonesië. Blang Dalam telt 805 inwoners (volkstelling 2010).